# كازوهيكو تاكيموتو
كازوهيكو تاكيموتو (باليابانية: 竹本 一彦) (22 نوفمبر 1955 في آيتشي في اليابان – )؛ هو لاعب كرة قدم ياباني متقاعد.

## وصلات خارجية
- J.League Data Site (باليابانية)